# Тракт Глинянський
Вулиця Тракт Глинянський — вулиця у Личаківському районі Львова, у місцевості Великі Кривчиці. Розпочинається від перехрестя з вулицею Личаківською (біля будинку № 189) та прямує до східної межі міста, за якою переходить у шлях до села Підбірці та автошляху М-06. Одна з основних магістралей району.
Прилучаються вулиці Христофора Колумба, Яричівська, Ромоданівська, Козацька, Голинського, Табірна, Дубова, Над'ярна, Над Джерелом, Богданівська, Курінна, Лодія, Бігова, Наступальна.

## Історія та забудова

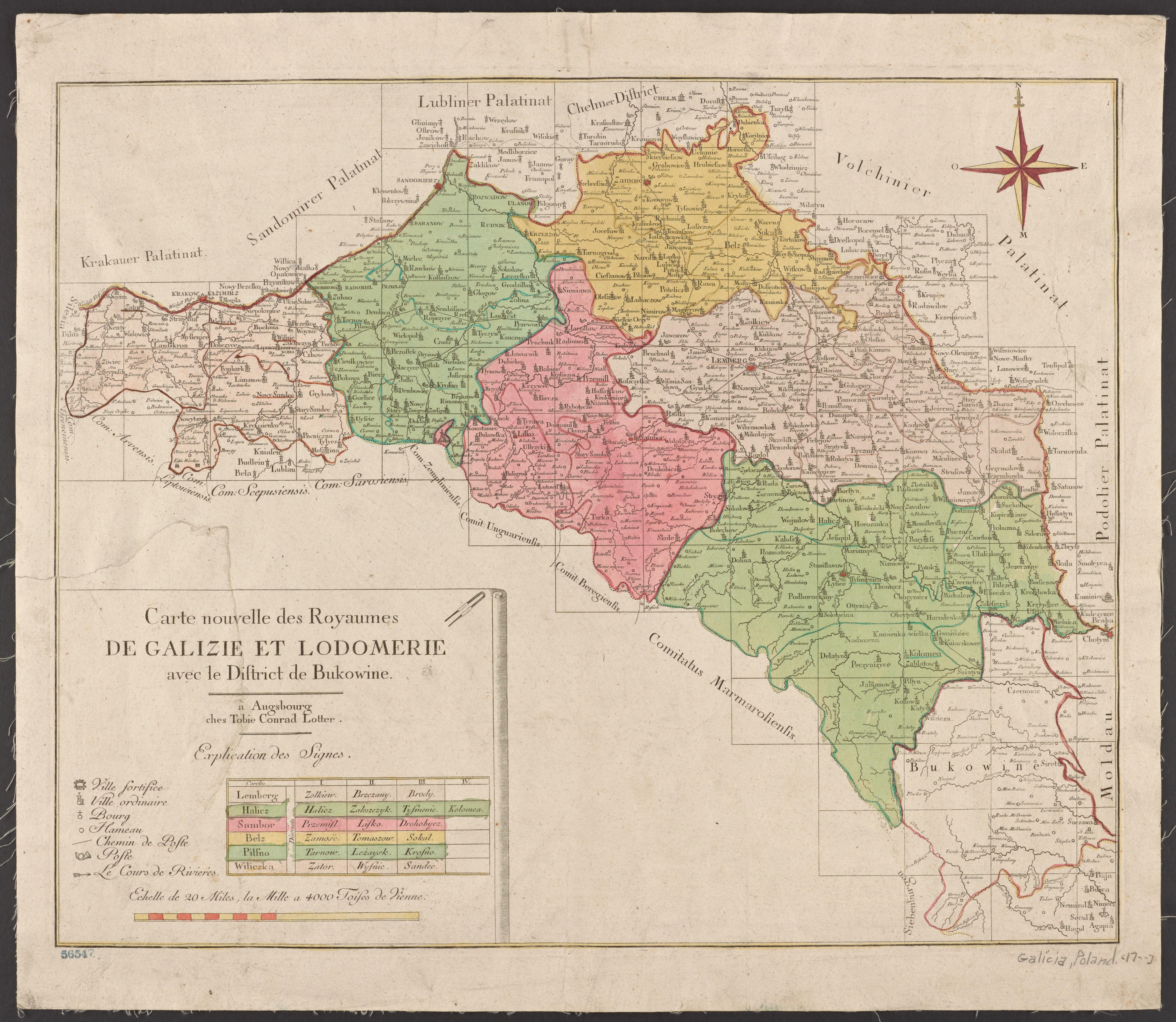
Глинянський тракт на мапі Королівства Галичини та Володимирії у 1777—1782 роках

Шлях на місці сучасної вулиці існував ще у середньовічному Львові та починався в ті часи від львівського Середмістя. У середині XVII століття на початку сучасної вулиці Тракт Глинянський, біля перехрестя з вулицями Козацькою і Табірною, розташовувалися табори козаків Богдана Хмельницького та Петра Дорошенка під час облог Львова 1648, 1655 та 1672 років.
Первісно вулиця називалась Дорогою до Малих Кривчиць, однак 1934 року отримала сучасну назву.
Забудова вулиць належить до різних епох: одноповерхові конструктивістські будинки 1930-х років, одноповерхові бараки 1950-х років, типові п'ятиповерхові житлові будинки 1960-х, 1980-х та 2000-х років, дев'ятиповерхові житлові будинки 1970-х та 1990-х років. Збереглися два дерев'яні будинки — № 101 і № 169. Будинки № 145 і № 151 — гуртожитки колишньої Львівської овочевої фабрики, передані у серпні 2013 року у власність територіальної громади Львова. У 1980-х роках на межі із селом Лисиничі розпочалося будівництво нового житлового масиву.

## Підприємства
Основним підприємством, яке розташовано на вулиці є ПАТ «Агрофірма „Провесінь“», що спеціалізується на вирощуванні овочів у закритому і відкритому ґрунті та переробці сільськогосподарської продукції. Попередником фірми була Львівська овочева фабрика, що розпочала свою роботу ще у вересні 1966 року.
Також в одній будівлі з ПАТ «Агрофірма „Провесінь“» розташовано Асоціацію «Львівплодовочепром». Поряд розташовано котеджне містечко «Провесінь». Станом на вересень 2021 року збудовано 70 котеджів.

## Соціальна сфера
Під № 151б у 1987 році збудований двоповерховий комплекс споруд дошкільного навчального закладу № 177. У 1997 році шляхом реорганізації ДНЗ створено школу-садок «Провесінь». 2007 року змінено назву на Львівський навчально-виховний комплекс «Школа-садок „Провесінь“ I—II ступенів», від 2019 року — гімназія «Провесінь» Львівської міської ради. 20 січня 2019 року, у День Героїв Небесної Сотні, відкрита та освячена пам'ятна таблиця встановлена на фасаді школи, на честь колишнього вихованця цього навчального закладу — Мар'яна Найди, який загинув 23 серпня 2018 року під час тривалого бою поблизу с. Кримське на Луганщині. Наприкінці 2018 року поряд розпочали будівництво нової триповерхової будівлі школи.
У двоповерховому будинку під № 154, що орендований у агрофірми «Провесінь», від 2014 року міститься амбулаторія загальної практики сімейної медицини 1-го поліклінічного відділення КНП «6-а міська поліклініка м. Львова».
Станом на квітень 2010 року приватні будинки, які розташовані на вулиці Тракт Глинянський, не мали каналізації, а мешканці мусили користуватись вигрібними ямами.

## Релігійні споруди
На вулиці Тракт Глинянський, 163/20 розташований храм Святого апостола і Євангеліста Луки, який належить до юрисдикції ПЦУ. Настоятель — протоієрей Віталій Кібліцький.
Між будинками № 147 і 147а у 2000-х роках споруджено каплицю Андрія Первозванного, замінену у 2004 році повноцінною церквою площею 90 м². Належить ПЦУ. Настоятель — о. Василь Янусь.
Між будинками № 137 та № 141 розташований старий Кривчицький цвинтар. Станом на 2017 рік цвинтар закритий для нових поховань, дозволені лише підпоховання.

## Водойми
Біля вулиці Тракт Глинянський є одразу чотири ставки загальною площею майже 6 гектарів, які належать агрофірмі «Провесінь». Найбільший зі ставків має площу 2,5 га, найменший — 0,95 га.

## Транспорт
З 1 січня 2012 року у Львові запрацювала нова маршрутна мережа, розроблена фахівцями компанії «Луїс Бергер» та Національного університету «Львівська політехніка». Відповідно до цієї схеми вулицею Тракт Глинянський курсують автобуси маршрутів № 18, 19, 23, 29, 61. Також вулицею Тракт Глинянський курсують автобуси приміського сполучення № 332, 725 та багато інших.
На перехресті вулиць Богданівської — Тракт Глинянський планують оновити зупинку громадського транспорту, де наразі є лише відповідний знак.

## Галерея

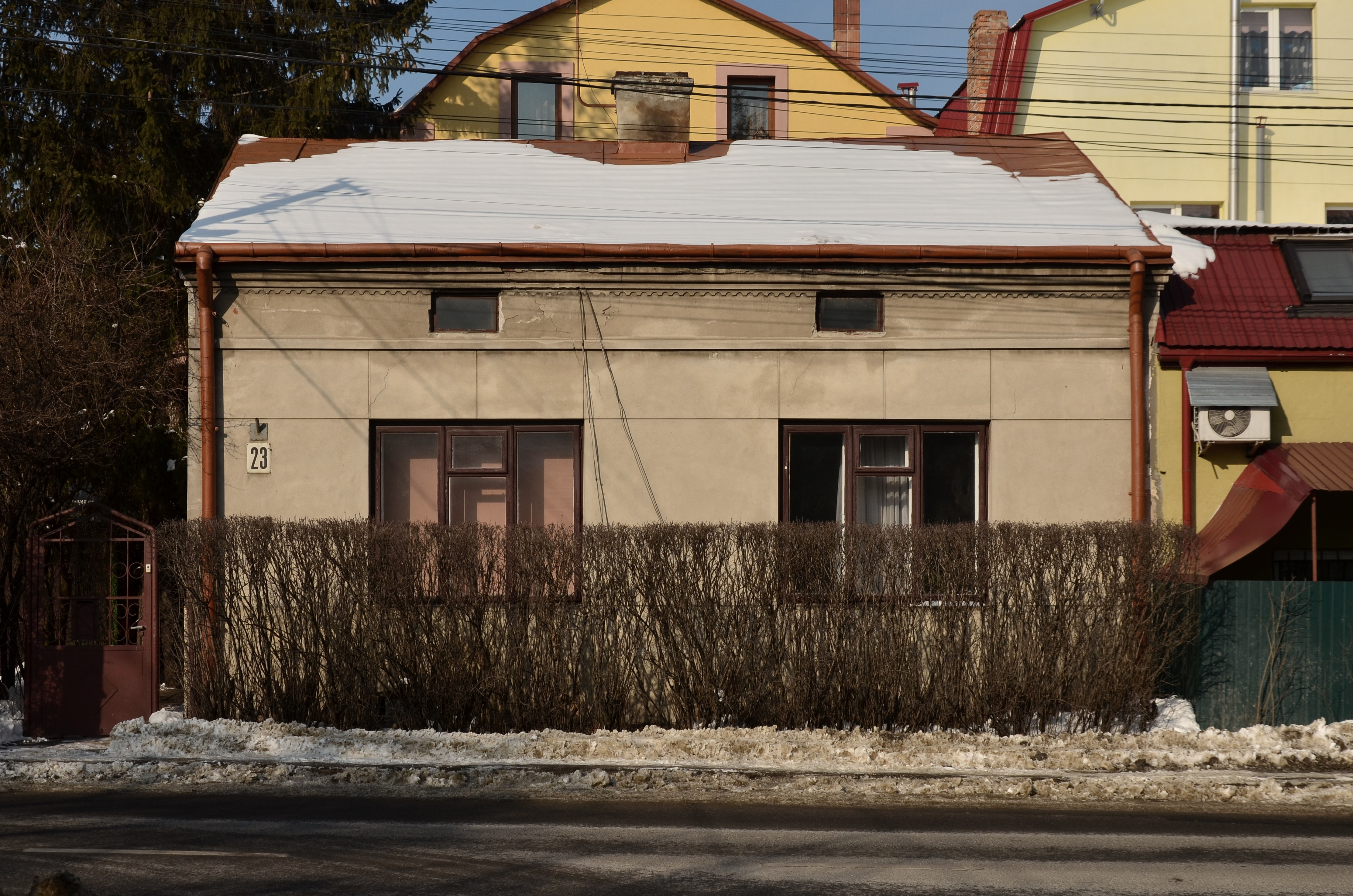
Будинок № 23
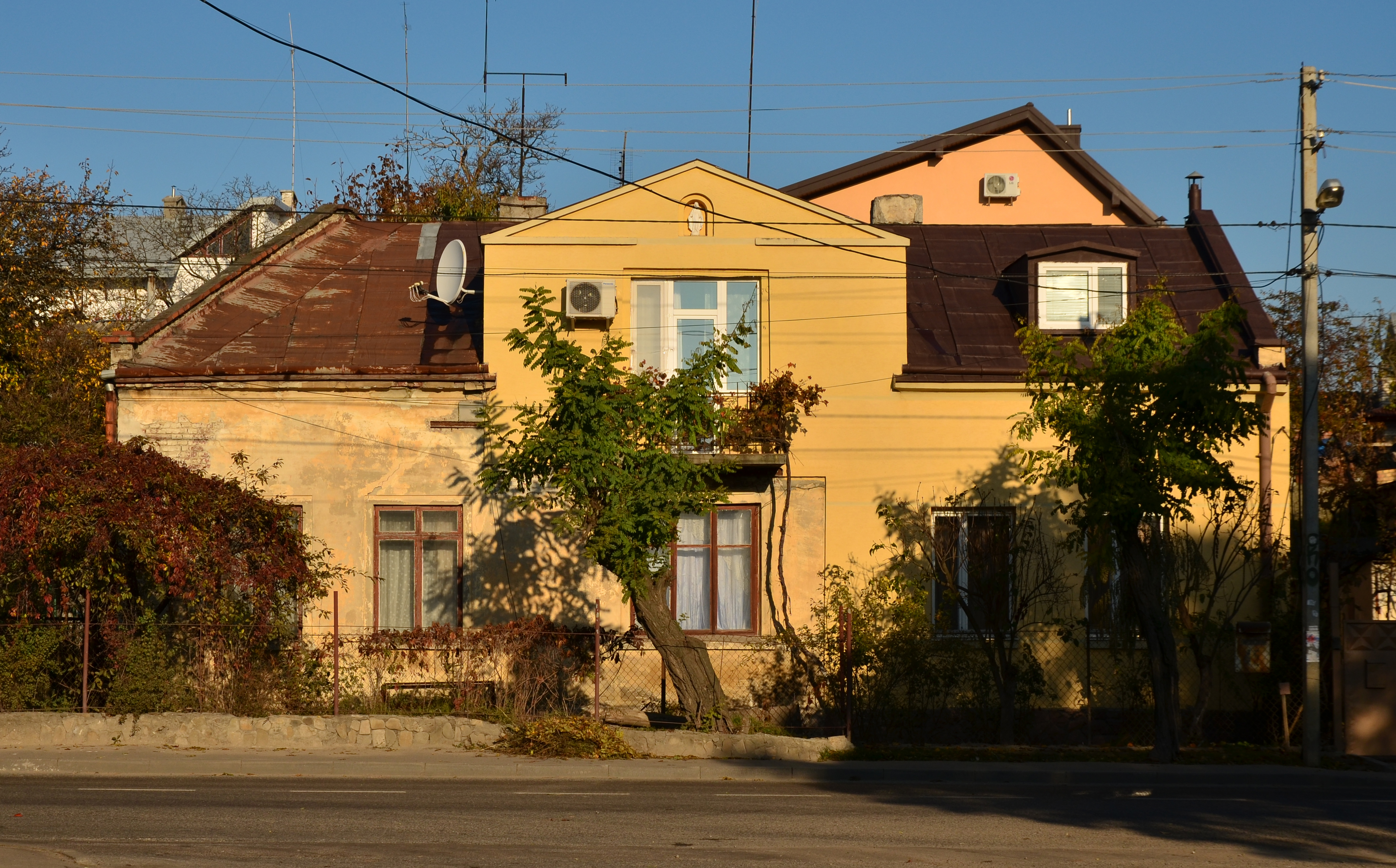
Будинок № 45
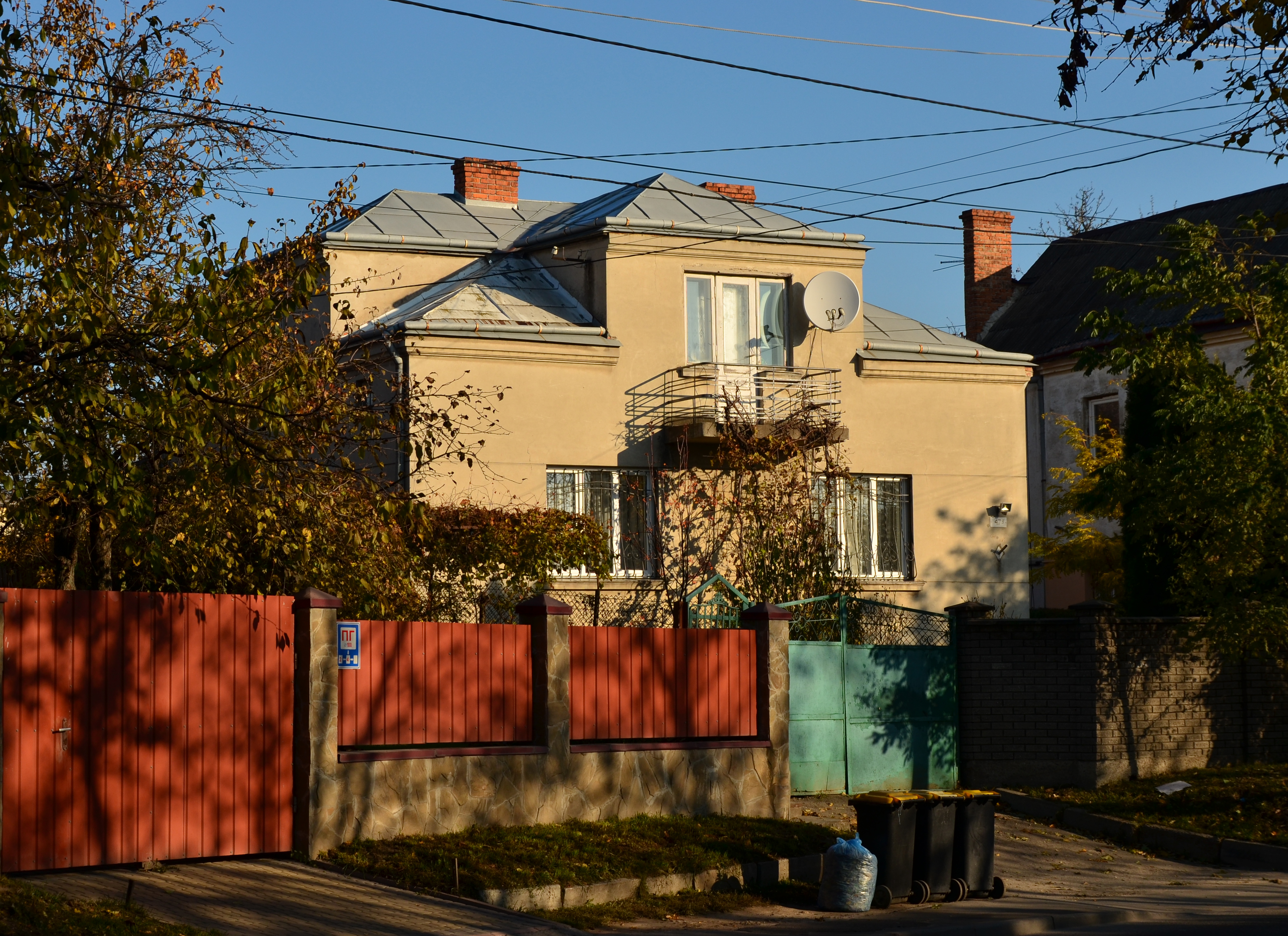
Будинок № 47а